# Centre européen des astronautes
Pour les articles homonymes, voir EAC.

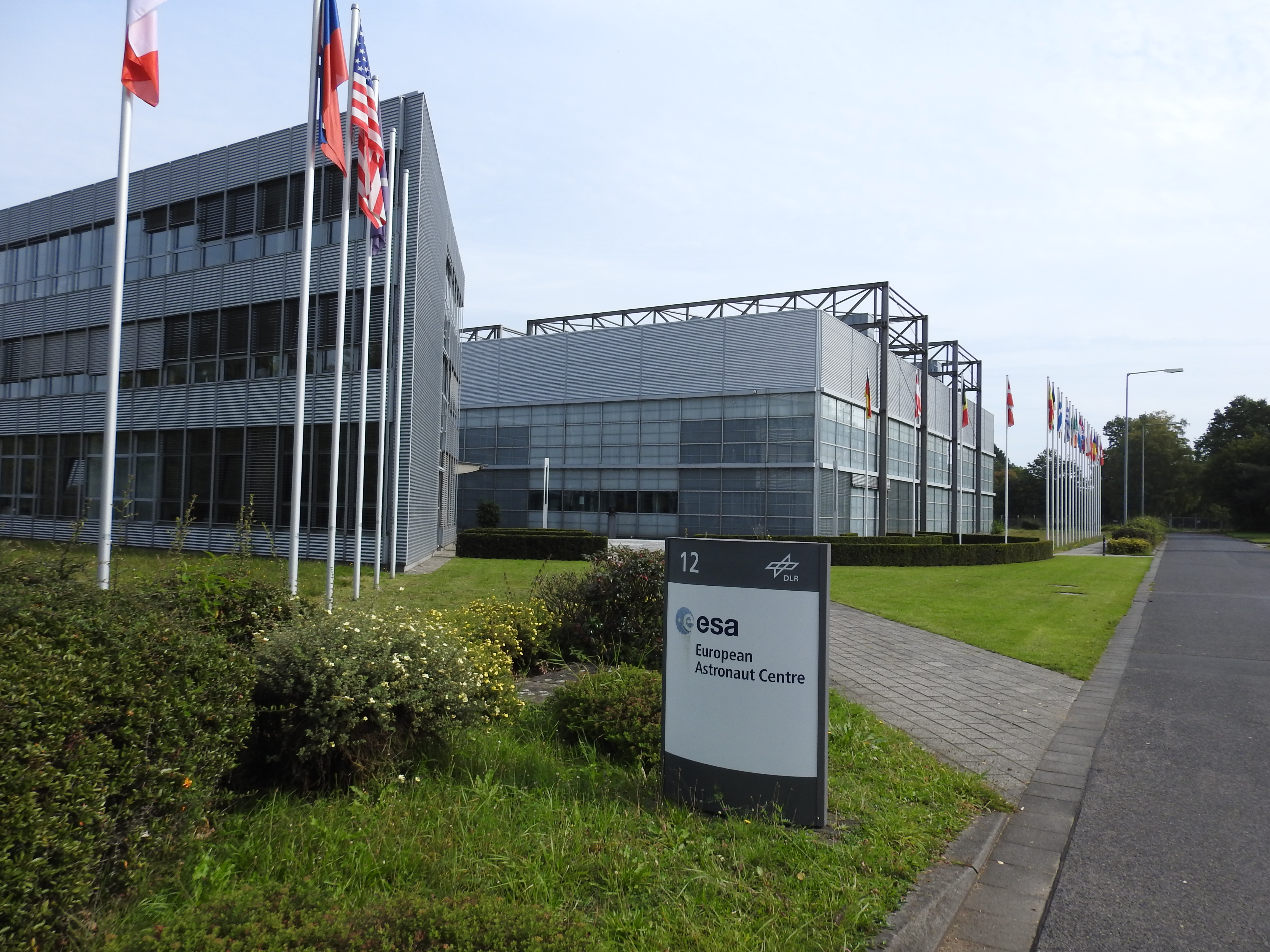
Centre des astronautes européens à Cologne, en Allemagne.

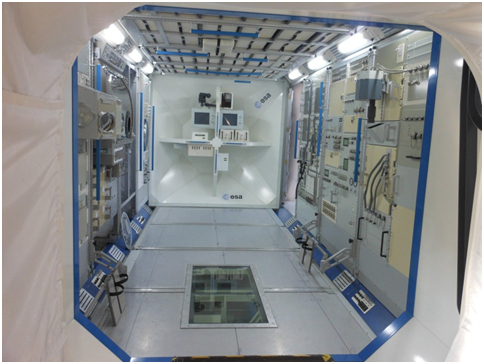
Intérieur du laboratoire spatial européen Colombus.

Le Centre européen des astronautes,,,, (parfois traduit en Centre des astronautes européens, ; en allemand : Europäische Astronautenzentrum ; en anglais : European Astronaut Centre, EAC) est le centre d'entraînement du corps des astronautes de l'Agence spatiale européenne (ASE). Il est situé à Cologne en Allemagne. Le centre, créé en 1990, assure la sélection et le recrutement des astronautes de l'Agence spatiale européenne, la planification des missions, la préparation et l'implémentation des programmes d'entraînement des astronautes sélectionnés pour faire partie des équipages de la Station spatiale internationale. Le centre emploie une centaine de personnes ainsi que des salariés des agences spatiales française et allemandes et de l'industrie. L'EAC est le centre d'entraînement pour la mise en œuvre des composants de la station spatiale réalisés en Europe dont le laboratoire spatial Columbus et le cargo spatial ATV. Les activités de l'EAC comprennent aussi l'entraînement spécial des astronautes des États-Unis, de la Russie, du Canada et du Japon pour l'opération du laboratoire Columbus, des expériences européens et de l'ATV.
Il est équipé d'une piscine de flottabilité neutre pour l'entraînement des astronautes, l'Installation de flottabilité neutre.
2005, Michel Tognini est le chef du Centre européen des astronautes (EAC), Direction Vols habités, Microgravité et Exploration de l'ESA, à Cologne.